# Romeo Santos
Anthony Romeo Santos, född 21 juli 1981 i Bronx i New York City är en amerikansk sångare, låtskrivare och musikproducent med rötter från Dominikanska republiken. Han är huvudsångare och frontfigur i Aventura, det mest framgångsrika bandet inom bachatagenren i modern tid.
Aventura har hittills släppt sex studioalbum med Santos som sångare och låtskrivare. När Aventura tillfälligt splittrades år 2011 startade han en mycket framgångsrik solokarriär under artistnamnet Romeo Santos, där han bland annat legat etta på topplistan Hot Latin Songs med sju olika sånger och släppt fyra studioalbum. Han har också samarbetat med andra stora namn som Enrique och Julio Iglesias, Drake, Carlos Santana, Daddy Yankee, Juan Luis Guerra, med flera. Santos har också haft flera småroller i olika Hollywoodfilmer, bland annat i Furious 7.
Aventura återförenades för att turnernera redan 2014, men sedan 2019 spelar de även in ny musik tillsammans. Deras första nya verk tillsammans på tio år heter Inmortal och släpptes som första singel på Romeo Santos fjärde studioalbum, Utopia, och blev genast en världshit.

## Diskografi

### Solo
Studioalbum
- 2011 – Formula, Vol. 1
- 2014 – Formula, Vol. 2
- 2017 – Golden
- 2019 – Utopia

Livealbum
- 2012 – The King Stays King: Sold Out at Madison Square Garden

### medAventura
- 1995 – Trampa De Amor (under namnet Los Tinellers)
- 1999 – Generation Next
- 2002 – We Broke The Rules
- 2003 – Love & Hate
- 2005 – God's Project
- 2009 – The Last